# Aeroporto de Santo Antônio de Leverger
O Aeroporto de Santo Antônio de Leverger (ICAO: SWLV) encontra-se situado no município de Santo Antônio de Leverger, no estado do Mato Grosso. A uma distância de 28 quilômetros do centro de Cuiabá, possui uma pista pavimentada de 1 200 metros, devidamente balizada, e é equipado com uma das mais modernas infraestruturas para receber e armazenar aeronaves de médio e grande porte.

## Características
- Latitude: 15º 50' 55" S
- Longitude: 56º 05' 19" W
- Piso: A
- Sinalização: S
- Pista com balizamento noturno
- Companhias aéreas: N/C
- Distância do centro da cidade: 1,9 km
- Pistas: 1200 e 800
- Distância Aérea: Cuiabá 28 km; Brasília 900 km; São Paulo 1351 km e Porto Alegre 1632 km